# Trilepida pastusa
Espèce
Trilepida pastusa est une espèce de serpents de la famille des Leptotyphlopidae.

## Répartition
Cette espèce est endémique de la province de Carchi en Équateur.

## Publication originale
- Salazar-Valenzuela, Martins, Amador-Oyola & Torres-Carvajal, 2015 : A new species and country record of threadsnakes (Serpentes: Leptotyphlopidae: Epictinae) from northern Ecuador. Amphibian & Reptile Conservation, vol. 8, no 1, p. 107–120 (texte intégral).